# Bourran
Pour les articles homonymes, voir Bourran (homonymie).
Bourran est une commune du sud-ouest de la France, située dans le département de Lot-et-Garonne (région Nouvelle-Aquitaine).

## Géographie

### Localisation
Commune située sur la route départementale 666 entre Granges-sur-Lot et Aiguillon, sur le Lot en rive gauche.

### Communes limitrophes
Les communes limitrophes sont  Aiguillon, Clairac, Galapian, Lacépède, Lafitte-sur-Lot, Nicole et Saint-Salvy.
| Clairac   | Lafitte-sur-Lot |             |
| Nicole    | Bourran         | Lacépède    |
| Aiguillon | Galapian        | Saint-Salvy |

### Climat
Pour des articles plus généraux, voir Climat de la Nouvelle-Aquitaine et Climat de Lot-et-Garonne.
Historiquement, la commune est exposée à un climat océanique aquitain.  
En 2020, Météo-France publie une typologie des climats de la France métropolitaine dans laquelle la commune est exposée à un climat océanique altéré et est dans la région climatique Aquitaine, Gascogne, caractérisée par une pluviométrie abondante au printemps, modérée en automne, un faible ensoleillement au printemps, un été chaud (19,5 °C), des vents faibles, des brouillards fréquents en automne et en hiver et des orages fréquents en été (15 à 20 jours).
Pour la période 1971-2000, la température annuelle moyenne est de 13,3 °C, avec une amplitude thermique annuelle de 15,9 °C. Le cumul annuel moyen de précipitations est de 688 mm, avec 8,7 jours de précipitations en janvier et 5,8 jours en juillet. Pour la période 1991-2020, la température moyenne annuelle observée sur la station météorologique la plus proche, située sur la commune de Prayssas à 11 km à vol d'oiseau, est de 13,9 °C et le cumul annuel moyen de précipitations est de 815,5 mm,. Pour l'avenir, les paramètres climatiques de la commune estimés pour 2050 selon différents scénarios d'émission de gaz à effet de serre sont consultables sur un site dédié publié par Météo-France en novembre 2022.

## Urbanisme

### Typologie
Au 1er janvier 2024, Bourran est catégorisée commune rurale à habitat dispersé, selon la nouvelle grille communale de densité à sept niveaux définie par l'Insee en 2022.
Elle est située hors unité urbaine et hors attraction des villes,.

### Occupation des sols

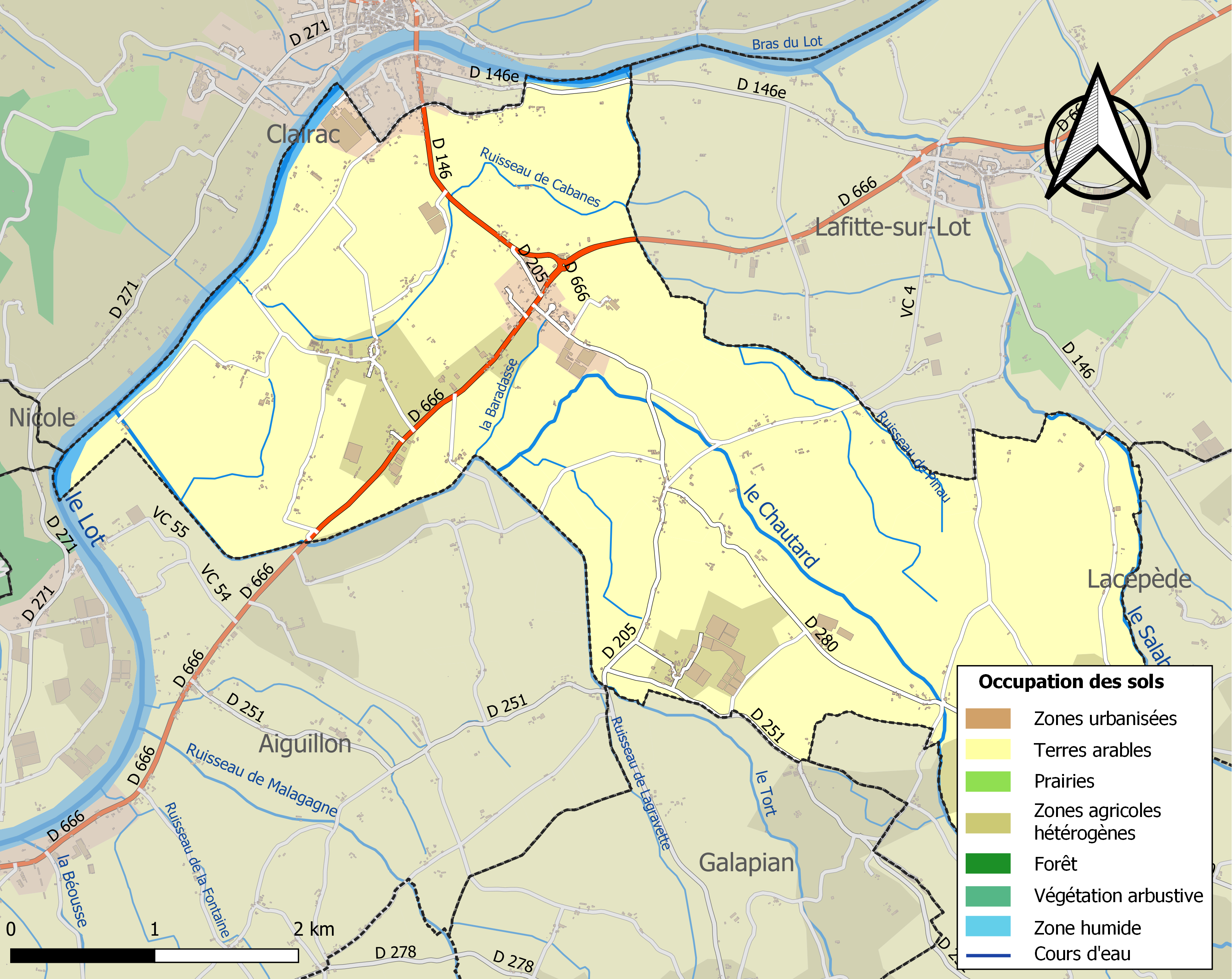
Carte des infrastructures et de l'occupation des sols de la commune en 2018 (CLC).

L'occupation des sols de la commune, telle qu'elle ressort de la base de données européenne d’occupation biophysique des sols Corine Land Cover (CLC), est marquée par l'importance des territoires agricoles (96,2 % en 2018), en diminution par rapport à 1990 (98,3 %). La répartition détaillée en 2018 est la suivante : 
terres arables (69,1 %), cultures permanentes (15,5 %), zones agricoles hétérogènes (11,5 %), zones urbanisées (2,4 %), eaux continentales (1,4 %). L'évolution de l’occupation des sols de la commune et de ses infrastructures peut être observée sur les différentes représentations cartographiques du territoire : la carte de Cassini (XVIIIe siècle), la carte d'état-major (1820-1866) et les cartes ou photos aériennes de l'IGN pour la période actuelle (1950 à aujourd'hui).

### Risques majeurs
Le territoire de la commune de Bourran est vulnérable à différents aléas naturels : météorologiques (tempête, orage, neige, grand froid, canicule ou sécheresse), inondations, mouvements de terrains et séisme (sismicité très faible). Il est également exposé à deux risques technologiques,  le transport de matières dangereuses et la rupture d'un barrage. Un site publié par le BRGM permet d'évaluer simplement et rapidement les risques d'un bien localisé soit par son adresse soit par le numéro de sa parcelle.

#### Risques naturels
Certaines parties du territoire communal sont susceptibles d’être affectées par le risque d’inondation par débordement de cours d'eau, notamment le Lot, le Salabert et le Chautard. La commune a été reconnue en état de catastrophe naturelle au titre des dommages causés par les inondations et coulées de boue survenues en 1982, 1993, 1999, 2008, 2009 et 2021,.
Les mouvements de terrains susceptibles de se produire sur la commune sont des glissements de terrain et des tassements différentiels.

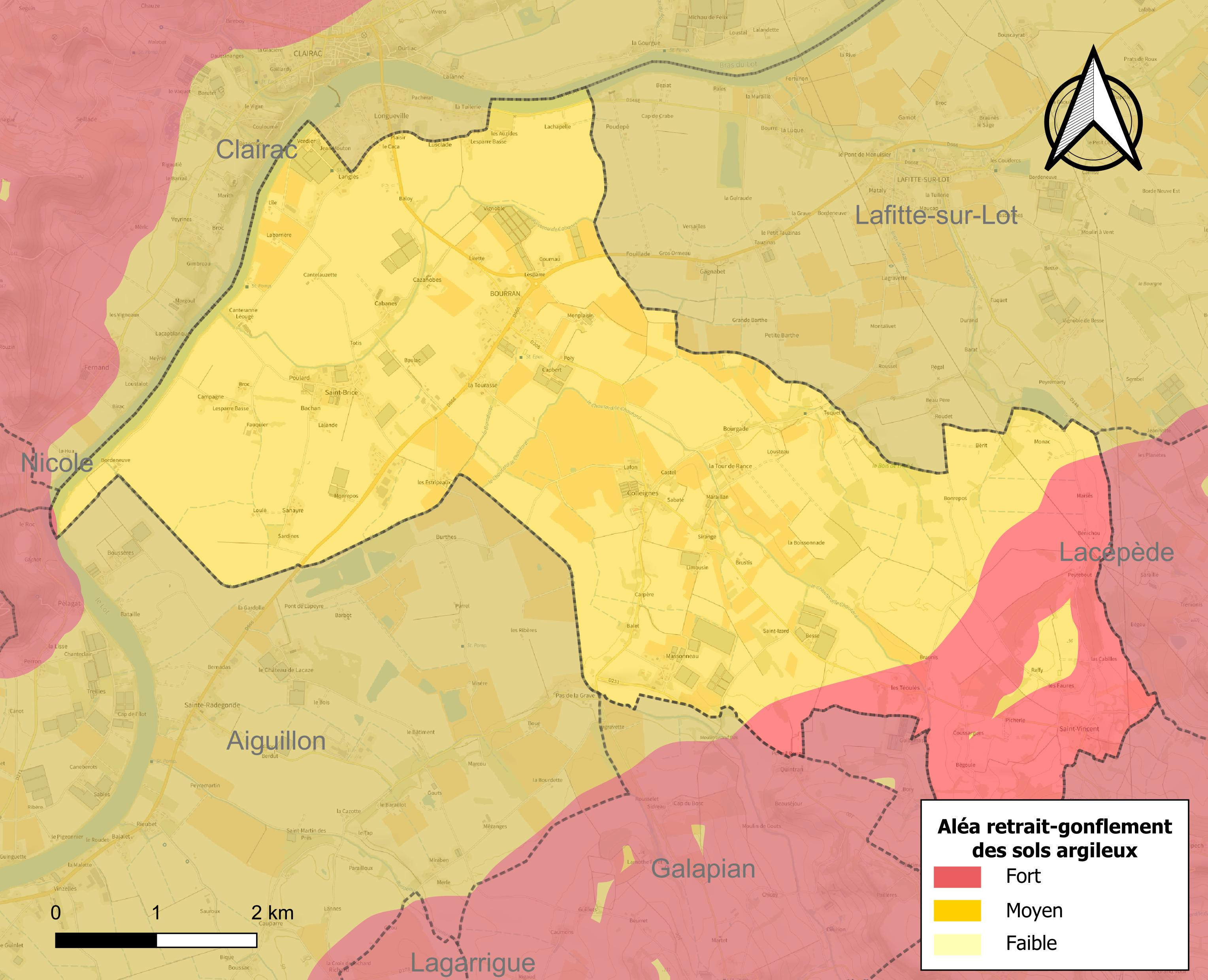
Carte des zones d'aléa retrait-gonflement des sols argileux de Bourran.

Le retrait-gonflement des sols argileux est susceptible d'engendrer des dommages importants aux bâtiments en cas d’alternance de périodes de sécheresse et de pluie. La totalité de la commune est en aléa moyen ou fort (91,8 % au niveau départemental et 48,5 % au niveau national). Depuis le 1er octobre 2020, en application de la loi ELAN, différentes contraintes s'imposent aux vendeurs, maîtres d'ouvrages ou constructeurs de biens situés dans une zone classée en aléa moyen ou fort,.
Concernant les mouvements de terrains, la commune a été reconnue en état de catastrophe naturelle au titre des dommages causés par la sécheresse en 2003, 2012 et 2017 et par des mouvements de terrain en 1999.

#### Risque technologique
La commune est en outre située en aval des barrages de Grandval dans le Cantal et de Sarrans en Aveyron, des ouvrages de classe A. À ce titre elle est susceptible d’être touchée par l’onde de submersion consécutive à la rupture de cet ouvrage.

## Histoire
La commune actuelle de Bourran naît en 1839. Les anciennes communes de Colleignes et de Saint-Vincent sont alors rattachées à la commune de Saint-Brice. Le chef-lieu de la nouvelle commune est déplacé au hameau de Bourran, qui devient le nom de la nouvelle commune ainsi créée.

## Politique et administration
| Période                                  | Période   | Identité        | Étiquette | Qualité                     |
| ---------------------------------------- | --------- | --------------- | --------- | --------------------------- |
| mars 1989                                | mars 2014 | Jacques Fanton  |           | Retraité artisan mécanicien |
| mars 2014                                | En cours  | Béatrice Piloni |           | Agricultrice                |
| Les données manquantes sont à compléter. |           |                 |           |                             |

## Démographie
L'évolution du nombre d'habitants est connue à travers les recensements de la population effectués dans la commune depuis 1800. Pour les communes de moins de 10 000 habitants, une enquête de recensement portant sur toute la population est réalisée tous les cinq ans, les populations de référence des années intermédiaires étant quant à elles estimées par interpolation ou extrapolation. Pour la commune, le premier recensement exhaustif entrant dans le cadre du nouveau dispositif a été réalisé en 2005.

En 2022, la commune comptait 612 habitants, en évolution de +0,33 % par rapport à 2016 (Lot-et-Garonne : −0,18 %, France hors Mayotte : +2,11 %).
| 1800 | 1806 | 1821 | 1831 | 1836 | 1841  | 1846  | 1851  | 1856  |
| ---- | ---- | ---- | ---- | ---- | ----- | ----- | ----- | ----- |
| 590  | 639  | 417  | 660  | 663  | 1 109 | 1 217 | 1 123 | 1 182 |

| 1861  | 1866  | 1872  | 1876 | 1881 | 1886 | 1891 | 1896 | 1901 |
| ----- | ----- | ----- | ---- | ---- | ---- | ---- | ---- | ---- |
| 1 142 | 1 127 | 1 020 | 954  | 919  | 903  | 884  | 807  | 789  |

| 1906 | 1911 | 1921 | 1926 | 1931 | 1936 | 1946 | 1954 | 1962 |
| ---- | ---- | ---- | ---- | ---- | ---- | ---- | ---- | ---- |
| 791  | 739  | 668  | 737  | 773  | 760  | 769  | 739  | 677  |

| 1968 | 1975 | 1982 | 1990 | 1999 | 2005 | 2006 | 2010 | 2015 |
| ---- | ---- | ---- | ---- | ---- | ---- | ---- | ---- | ---- |
| 661  | 605  | 608  | 613  | 578  | 613  | 609  | 591  | 607  |

| 2020 | 2022 | - | - | - | - | - | - | - |
| ---- | ---- | - | - | - | - | - | - | - |
| 611  | 612  | - | - | - | - | - | - | - |

## Économie
L'entreprise Goupil Industrie, leader français et européen du véhicule électrique utilitaire, est installée à Bourran sur le bord de la nationale 666.

## Lieux et monuments
- Château de la Tour de Rance, dont le colombier est inscrit au titre des monuments historiques depuis 1993[26]
- Temple protestant où se célèbre le culte évangélique.
- Église Saint-Brice de Saint-Brice. Elle est inscrite à l'Inventaire général du patrimoine culturel[27].
- Église Saint-Pierre-ès-Liens de Colleignes.
- Église Saint-Vincent de Saint-Vincent. Elle est inscrite à l'Inventaire général du patrimoine culturel[28].

## Personnalités liées à la commune
- Philippe Sella, ancien rugbyman, commentateur des matches de rugby à XV et actuel directeur sportif du SUA rugby.